# 米卡洛尤斯·孔斯坦蒂纳斯·丘尔廖尼斯
米卡洛尤斯·孔斯坦蒂纳斯·丘尔廖尼斯（1875年9月22日—1911年4月10日），立陶宛画家、作曲家、作家。
丘尔廖尼斯对象征主义和新艺术运动贡献颇多，是世纪末文化运动的代表，被认为是欧洲抽象艺术的先驱之一。在他短暂的一生中，丘尔廖尼斯创作了400余件音乐作品和300余幅绘画，以及许多文学作品和诗歌，对立陶宛当代文化有着深远的影响。

## 生平
米卡洛尤斯·孔斯坦蒂纳斯·丘尔廖尼斯出生于立陶宛东南部的瓦雷纳区（时属俄罗斯帝国），是九个孩子中的长子，其母亲来自巴伐利亚的路德宗家庭，父亲是一名管风琴师。和当时许多受过教育的立陶宛家庭一样，丘尔廖尼斯一家只说波兰语，直到1907年结识未婚妻之后才开始学习立陶宛语。
丘尔廖尼斯是一个音乐神童，三岁就会辨音，七岁可以视谱。1889至1893年，丘尔廖尼斯在普伦盖的音乐学校学习了多种乐器，尤其擅长长笛。随后获奖学金入读华沙音乐学院，学习钢琴和作曲，1899年毕业之际，在导师齐格蒙特·诺斯科夫斯基的指导下，创作了清唱套曲《De Produndis》。1901至1902年，丘尔廖尼斯在莱比锡音乐学院继续深造作曲。
回到华沙后，丘尔廖尼斯进入华沙艺术学院学习绘画（1904－1906年），和波兰作曲家兼画家埃乌盖纽什·莫拉夫斯基-丹布罗瓦成为好友。他的绘画老师是印象派画家、波兰神智学协会的创始人卡齐梅尔兹·斯塔布罗夫斯基，丘尔廖尼斯受其影响对神智学和玄奥主题产生了兴趣。1905年俄国革命以后，沙俄对少数民族的文化限制开始放松，丘尔廖尼斯开始认同自己是立陶宛人。

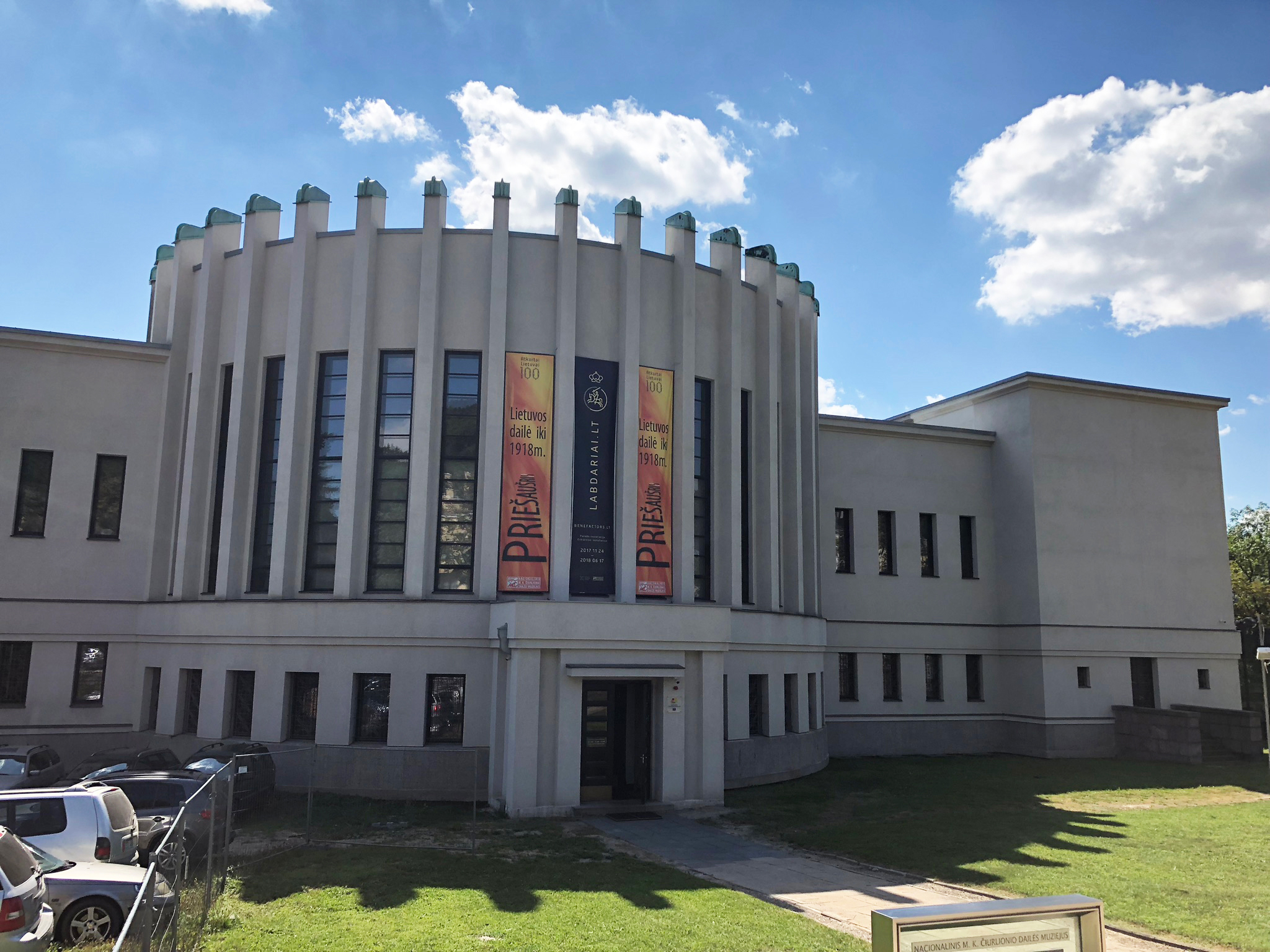
丘尔廖尼斯国家艺术博物馆，立陶宛考纳斯市

1907年，丘尔廖尼斯参与组织了在维雷希斯宫举办的首次立陶宛艺术展，随后成为新建的立陶宛艺术联盟的19名创始成员之一。
同年，丘尔廖尼斯结识了艺术评论家索菲娅·基曼泰特（1886－1958年），两年后两人成婚。1909年圣诞节时，丘尔廖尼斯患上了严重的抑郁症，不久后进入波兰马尔基的精神病院治疗。1911年，年仅35岁的丘尔廖尼斯在这家医院死于肺炎，安葬在维尔纽斯的拉索斯公墓。
丘尔廖尼斯认为自己是一个联觉艺术家，可以同时感知色彩和音乐，他的许多画作使用了音乐作品来命名（奏鸣曲、赋格曲、前奏曲等等）。

## 纪念
丘尔廖尼斯的大部分绘画作品收藏在位于考纳斯市的丘尔廖尼斯国家艺术博物馆。1963年，位于德鲁斯基宁凯的丘尔廖尼斯故居博物馆开幕。1965年，首都维尔纽斯的丘尔廖尼斯国家艺术学校用他的名字命名。
丘尔廖尼斯的名字在身后被多处使用，包括了法兰士约瑟夫地群岛的一处悬崖、帕米尔高原的一个山峰、小行星2420等等。

## 音乐作品
- Nocturne in C sharp minor
- Prelude in F sharp major
- Nocturne in F minor
- Impromptu in F sharp minor
- String Quartet in C minor
- Prelude in A major
- Prelude in D flat major
- Fugue in B minor
- Prelude in B minor
- Prelude in D minor
- 《Karalaitės kelionė: Pasaka》
- Seven fugues for organ
- Folk songs for choir
- 清唱套曲《De Profundis》
- 管弦乐交响诗《Miške（在森林中）》
- 管弦乐交响诗《Jūra（大海）》

## 绘画作品
- The Gift of Friendship（1906）
- Cycle Winter（1906－1907）
- Cycle The Zodiac（1907）
- Sonatas（1907－1908）
- Cycle Fairy-Tale（1909）
- Creation of the World
- Sonata of the Spring（1907）
- Sonata of the Summer（1908）
- Sonata of the Sun（1907）
- Sonata of the Sea（1908）
- Sonata of the Pyramids（1908）
- Stellar Sonata（1908）
- Sonata of the Serpent（1908）
- Diptych Prelude and Fugue（1908）
- Triptych Fantasy（1908）
- Other Preludes and Fugues
  - Winter – Cycle of Eight Pictures（1906－1907）
  - Spring – Four Pictures（1907－1908）
  - Summer – Cycle of Three Pictures（1907－1908）

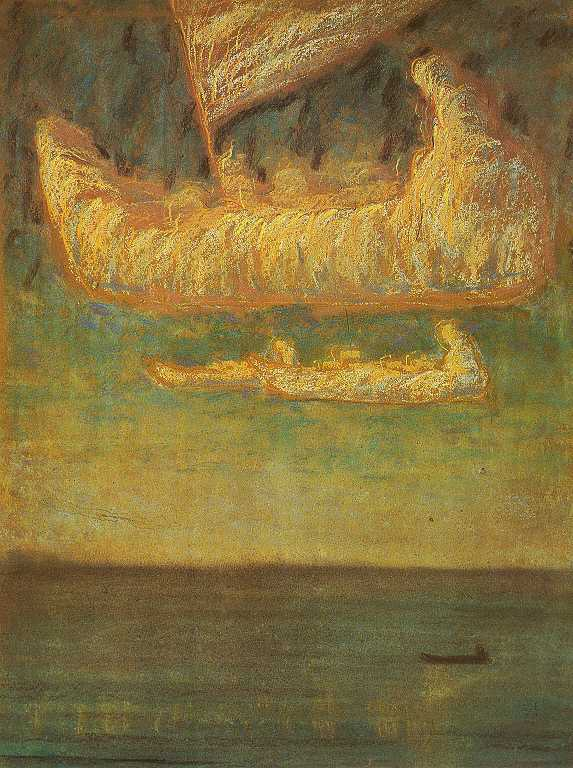
Cloud Boat（1906）
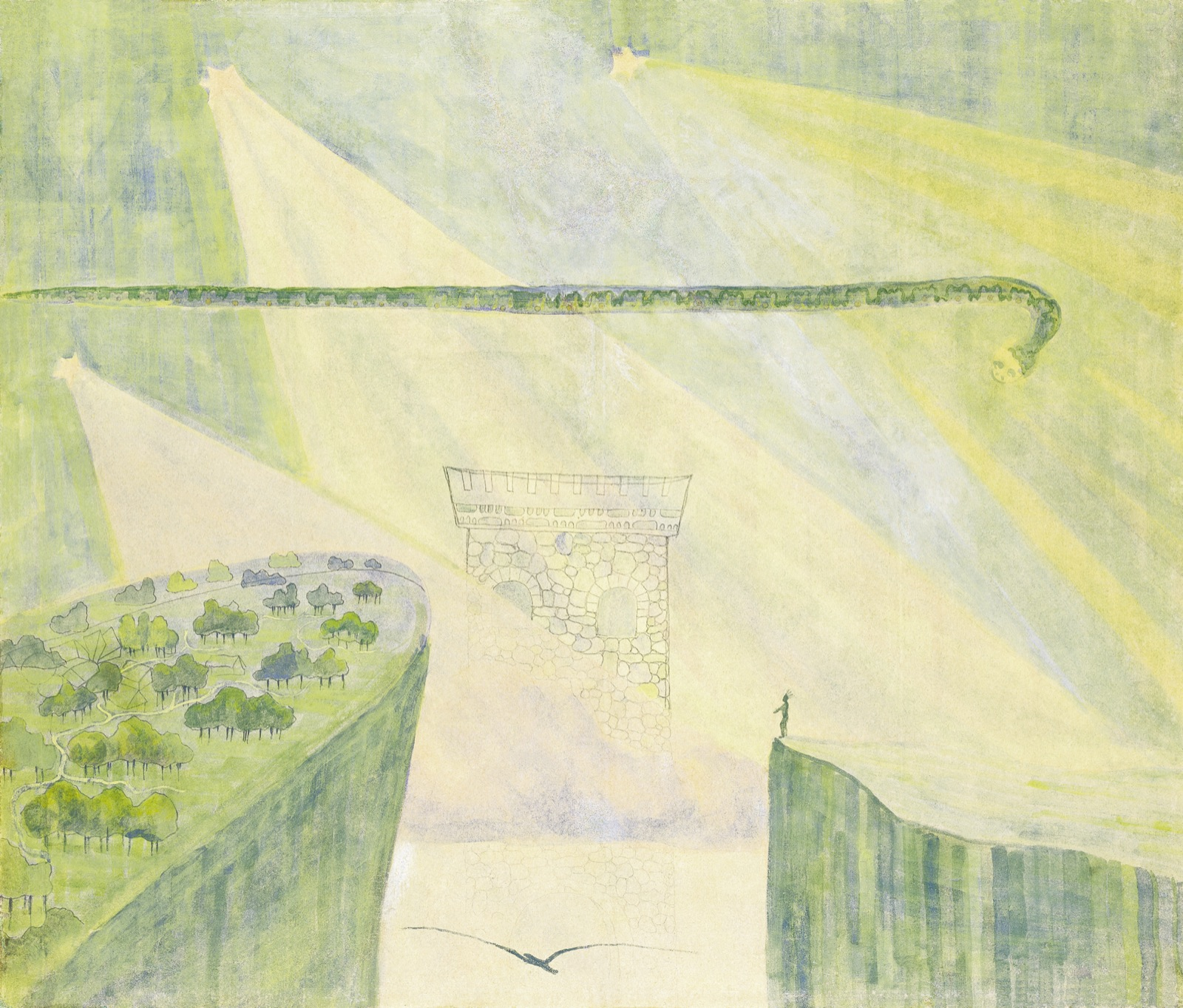
Andante - IV（1908）
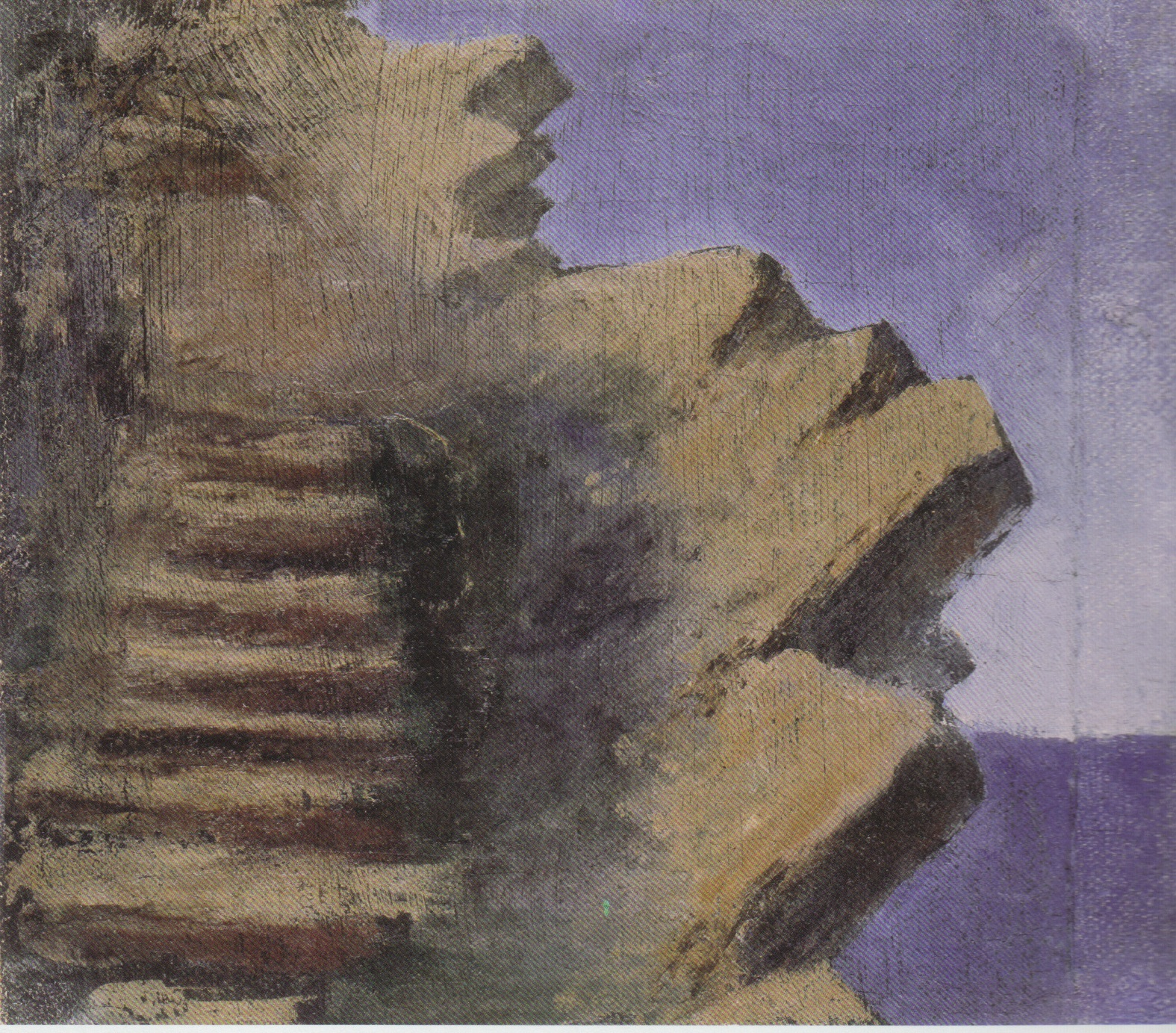
Cliff at the Seaside（1905）
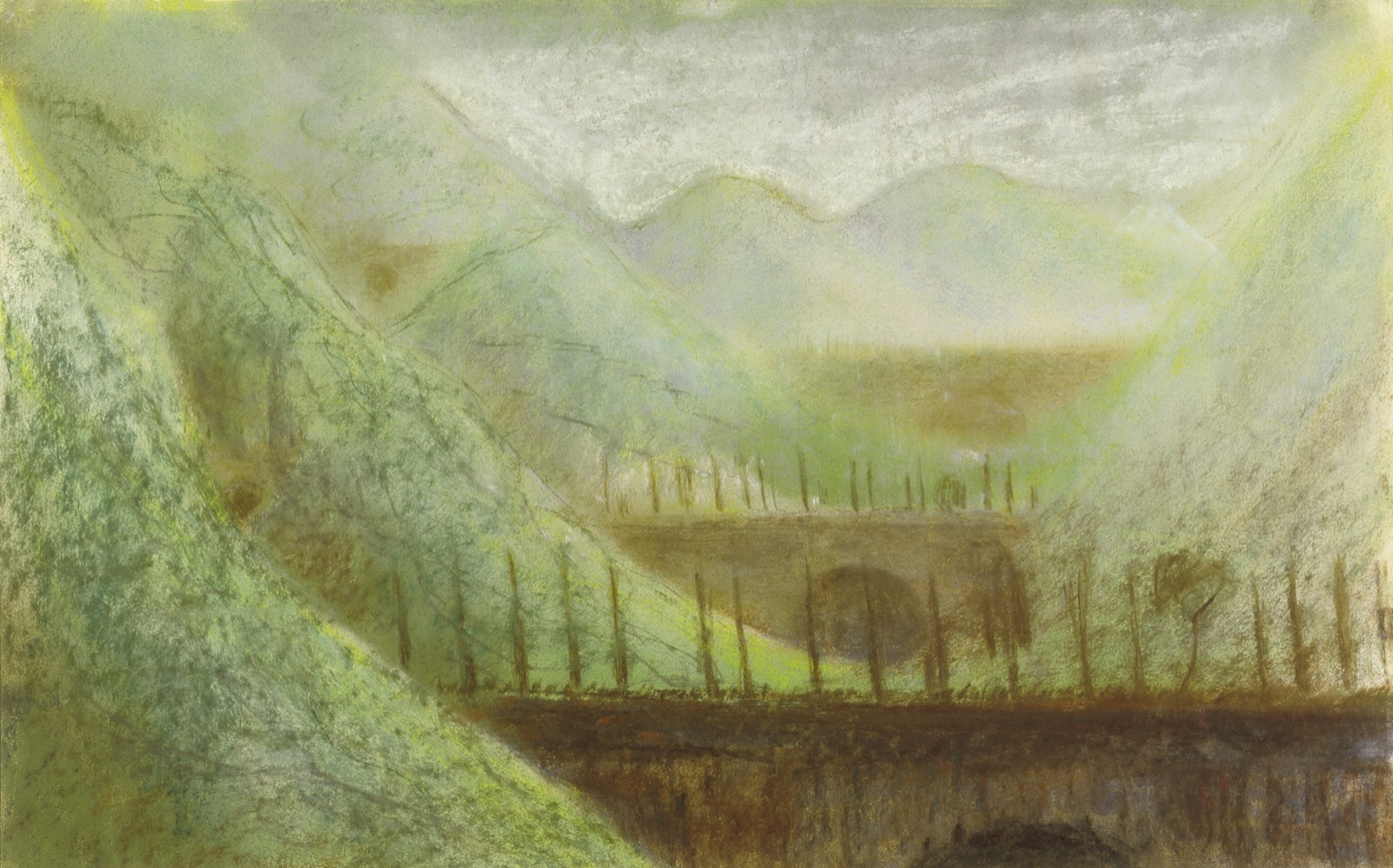
Bridges（1904）
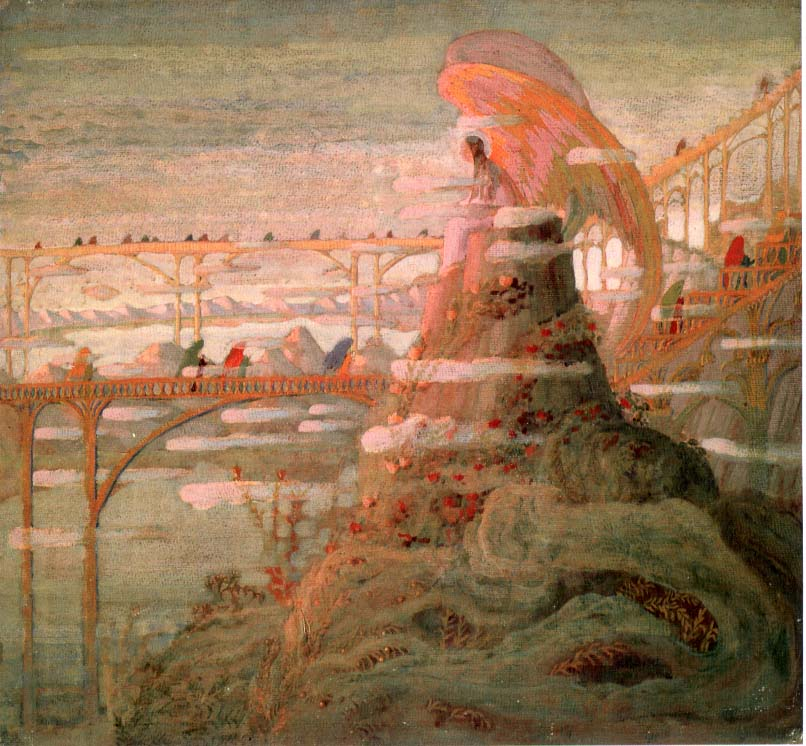
Angel（1908）
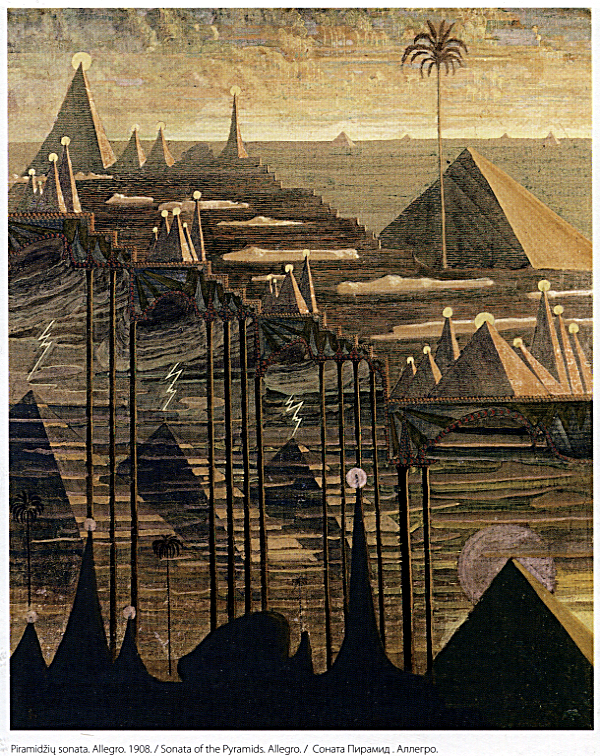
Pyramids（1908）
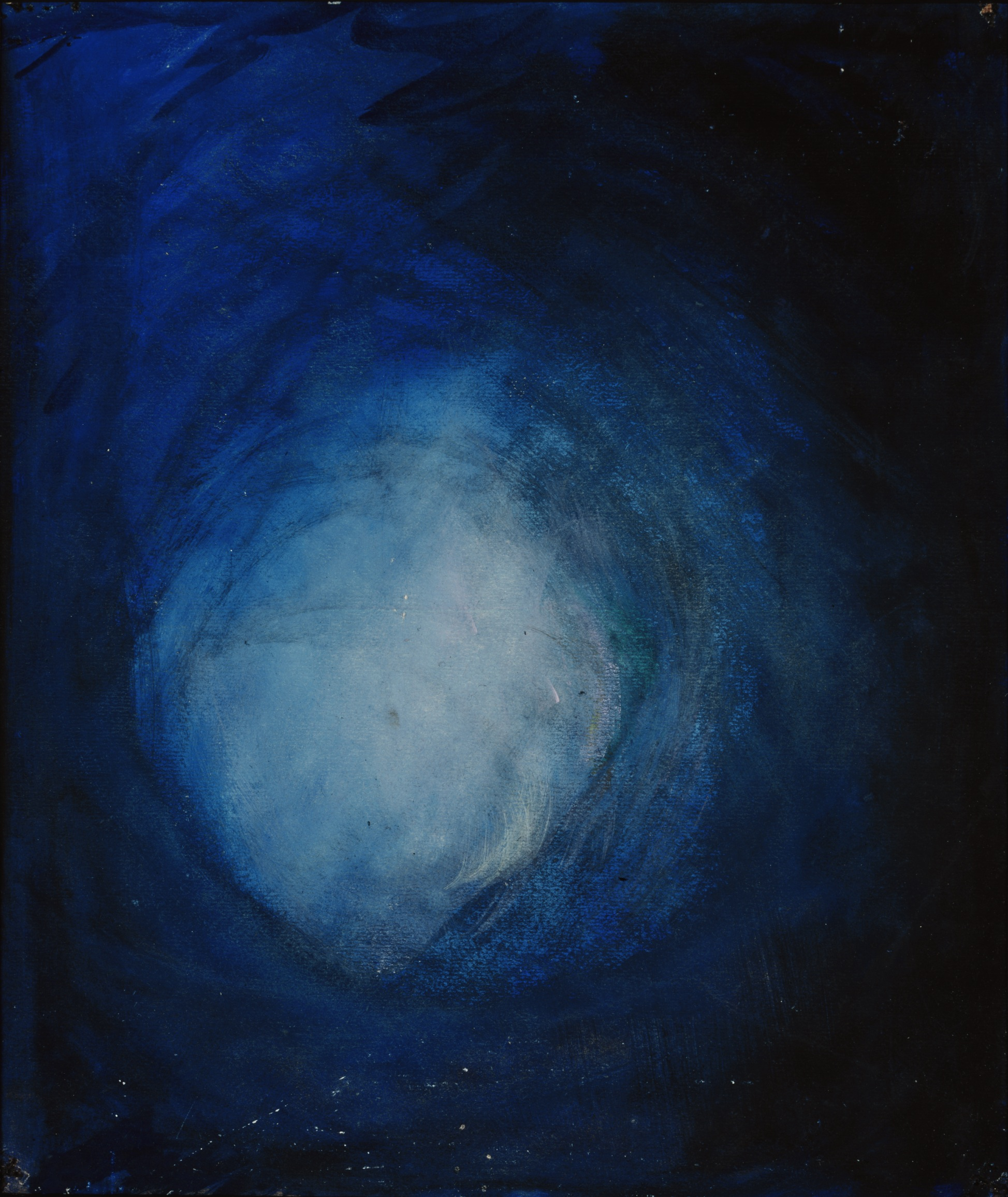
Creation of the World - II（1905－1906）
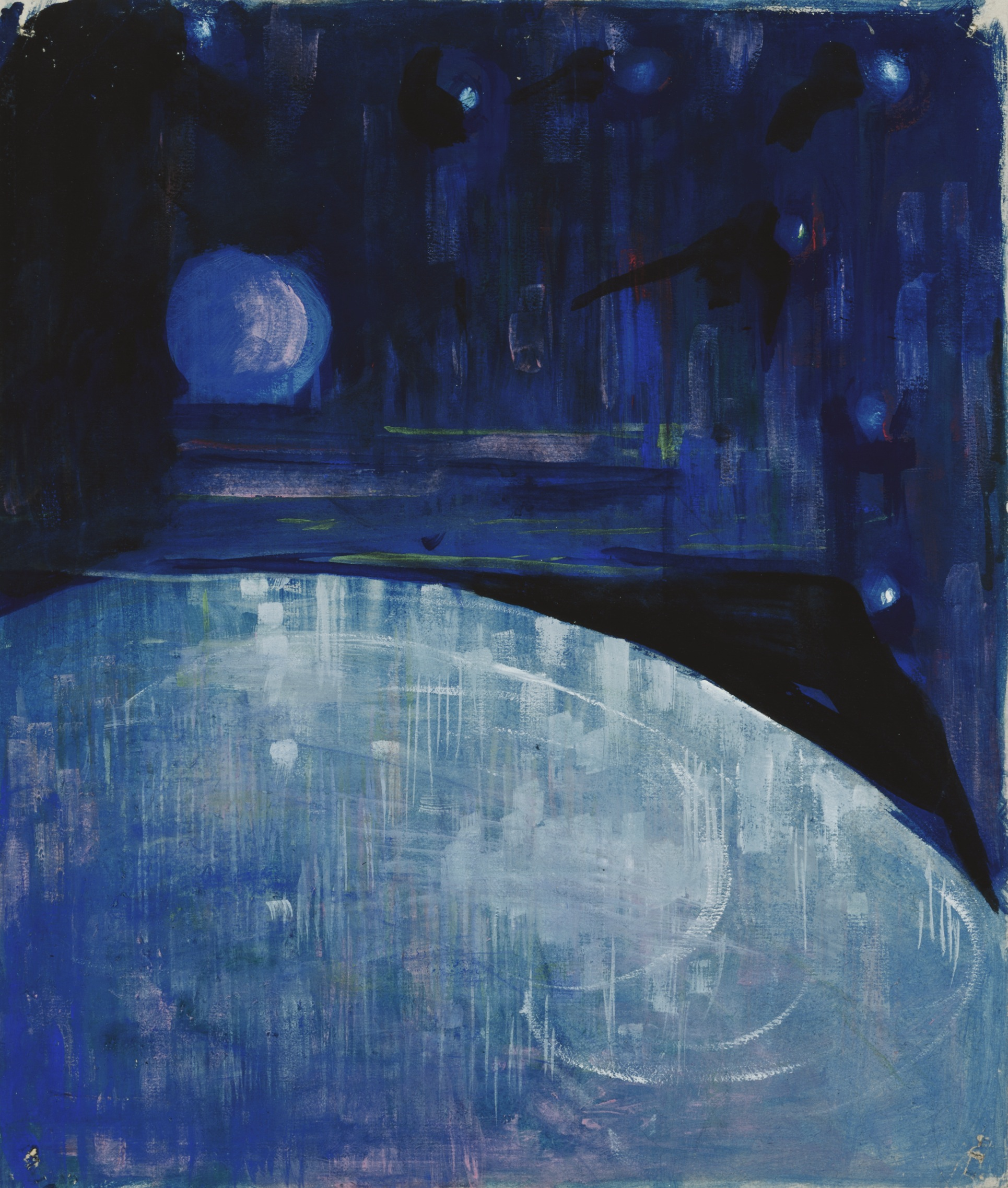
Creation of the World - III（1905－1906）
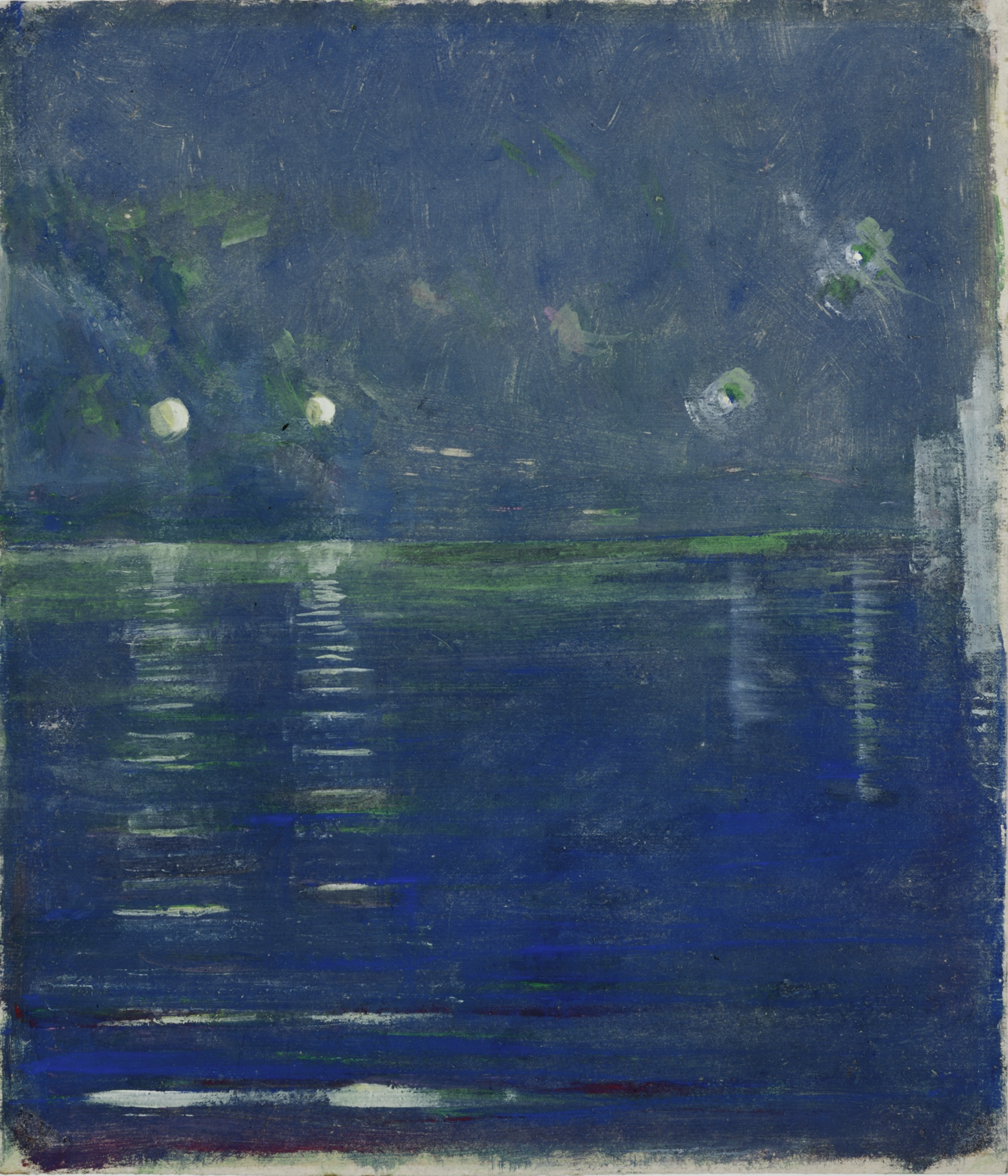
Creation of the World - V（1905）
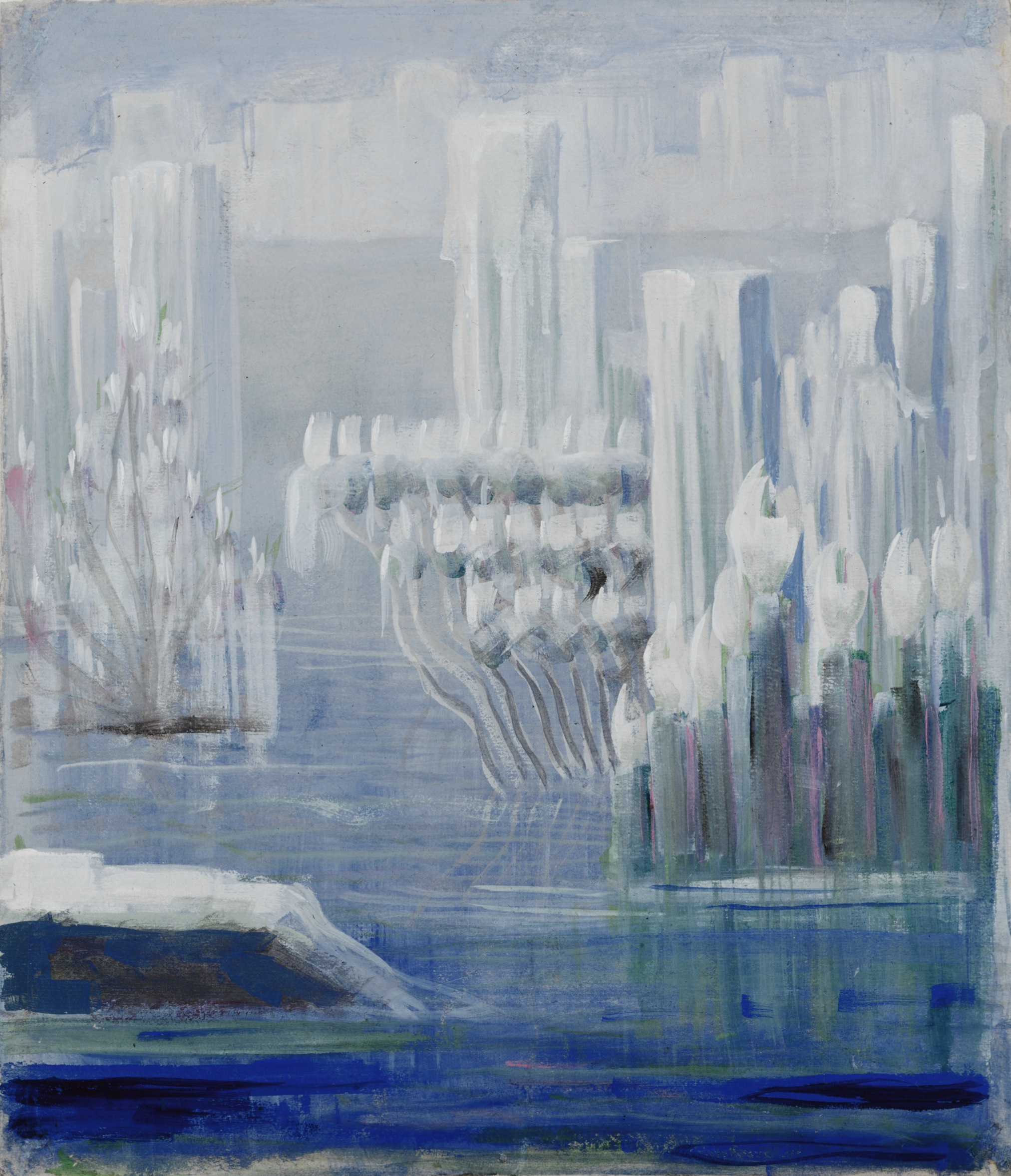
Creation of the World - VI（1905－1906）
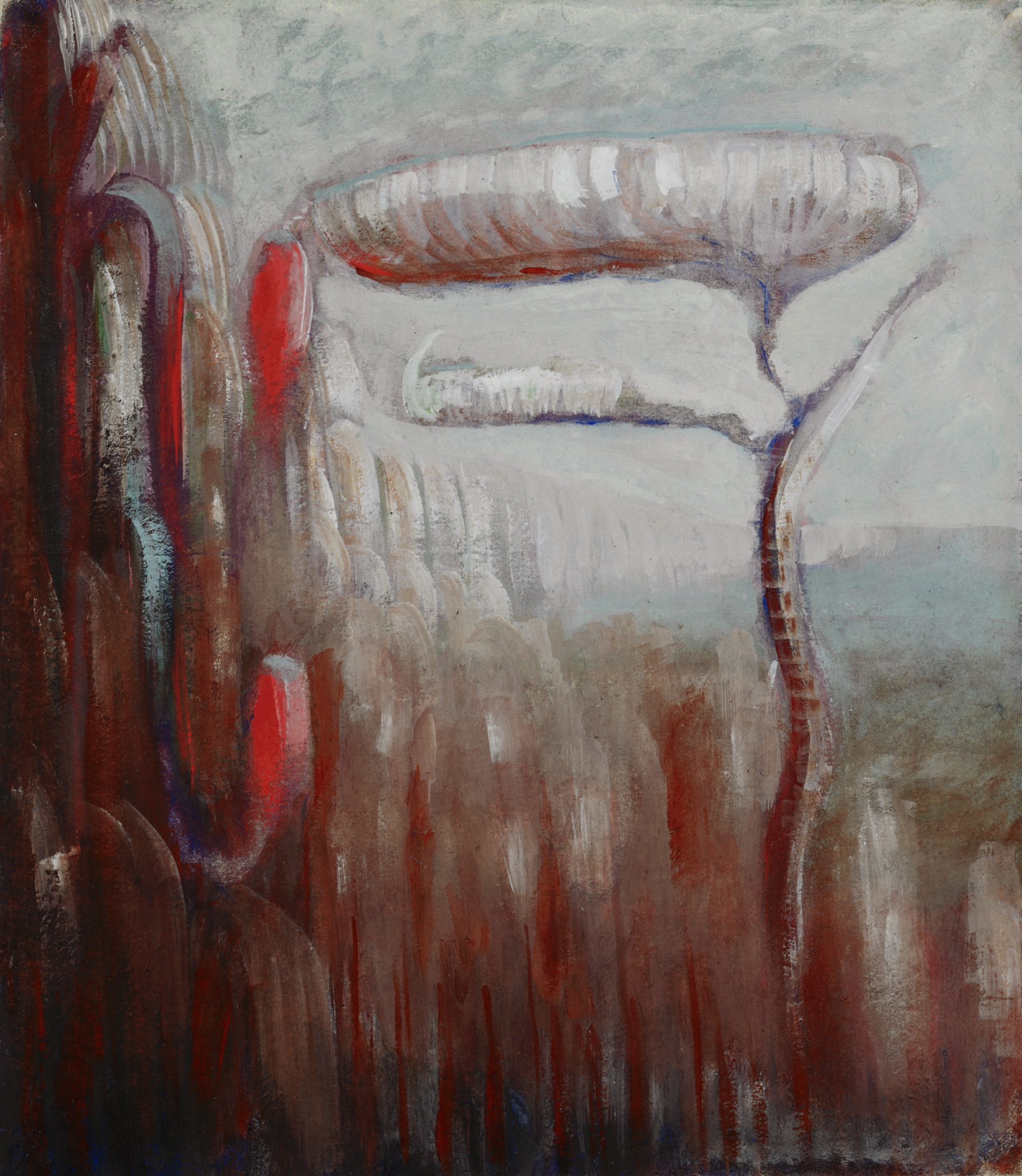
Creation of the World - VII（1905－1906）
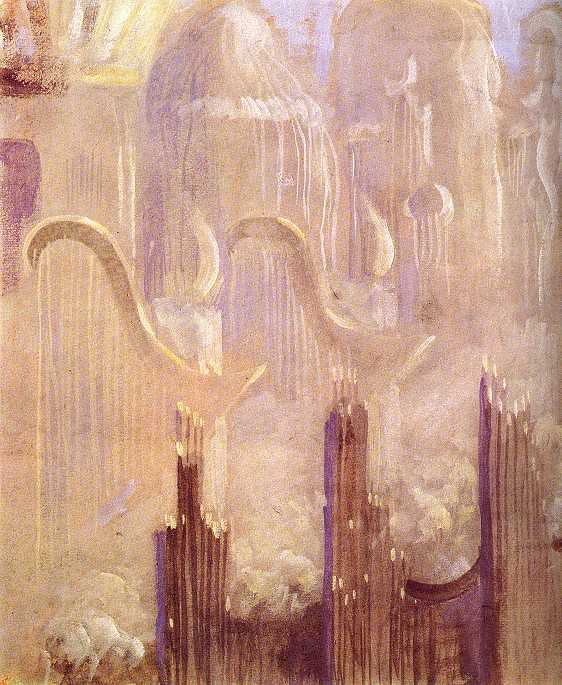
Creation of the World - XII（1906－1907）
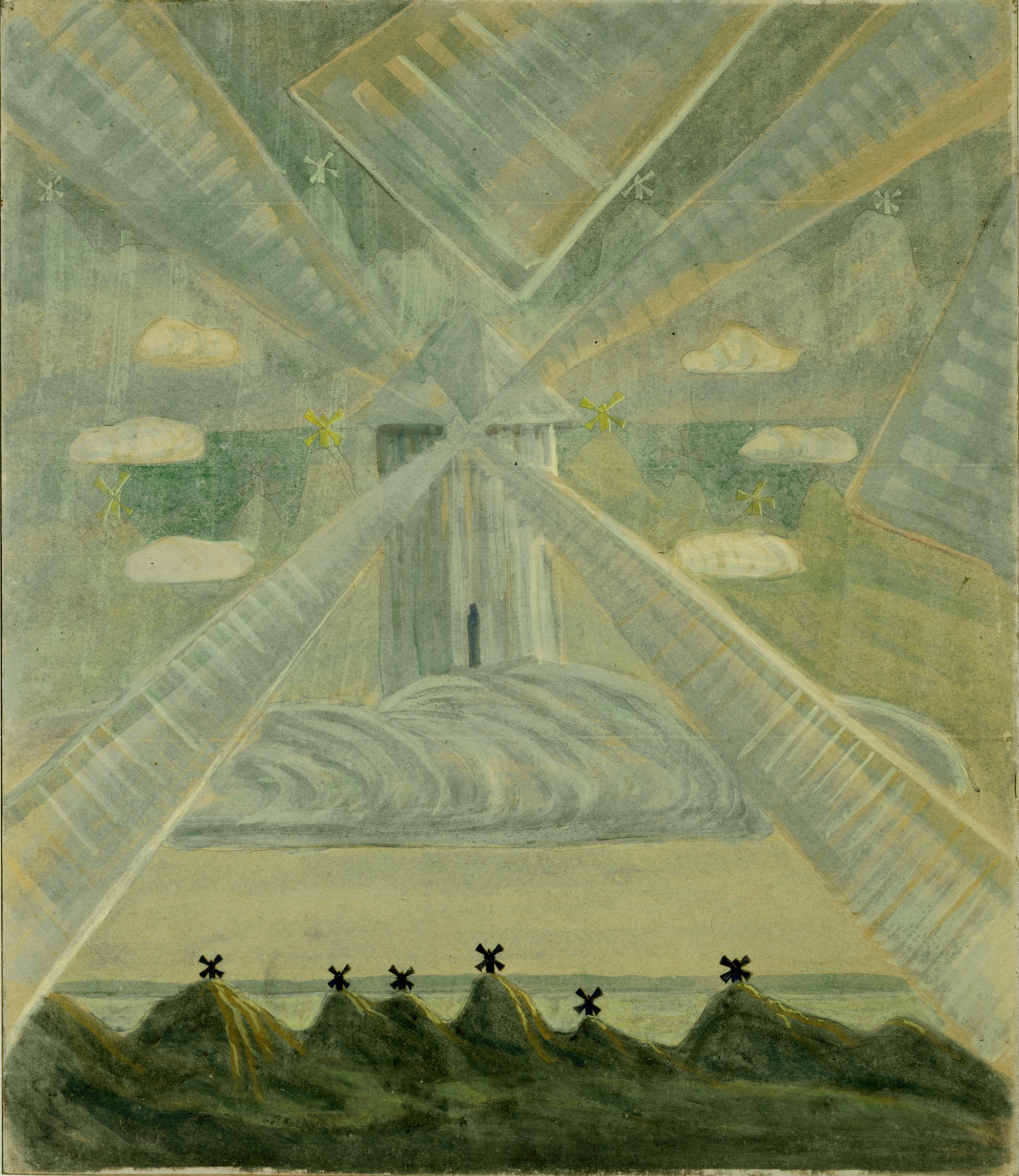
Sonata - II（1907）
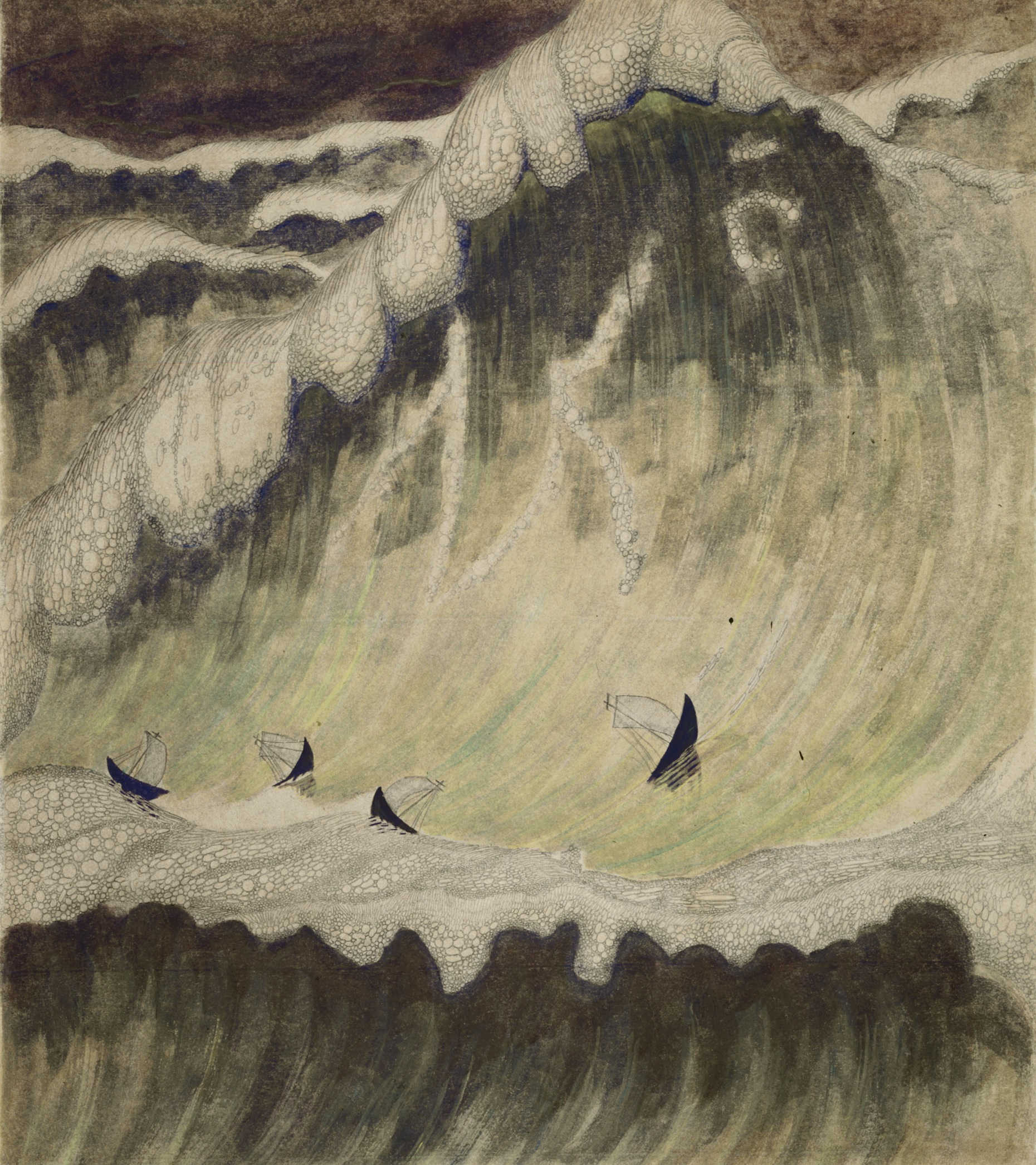
Sonata of the Sea. Finale（1908）
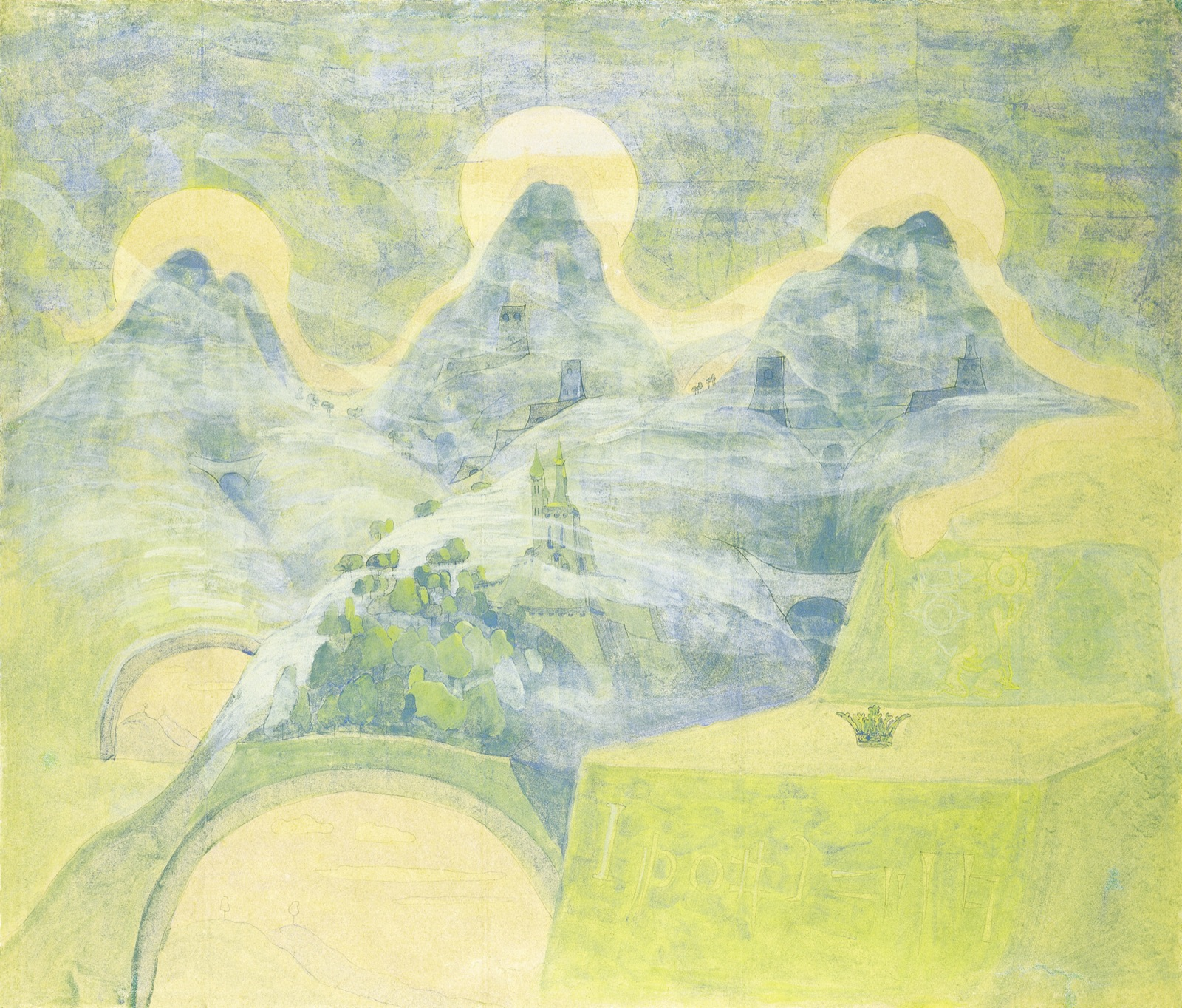
Finale - III（1908）
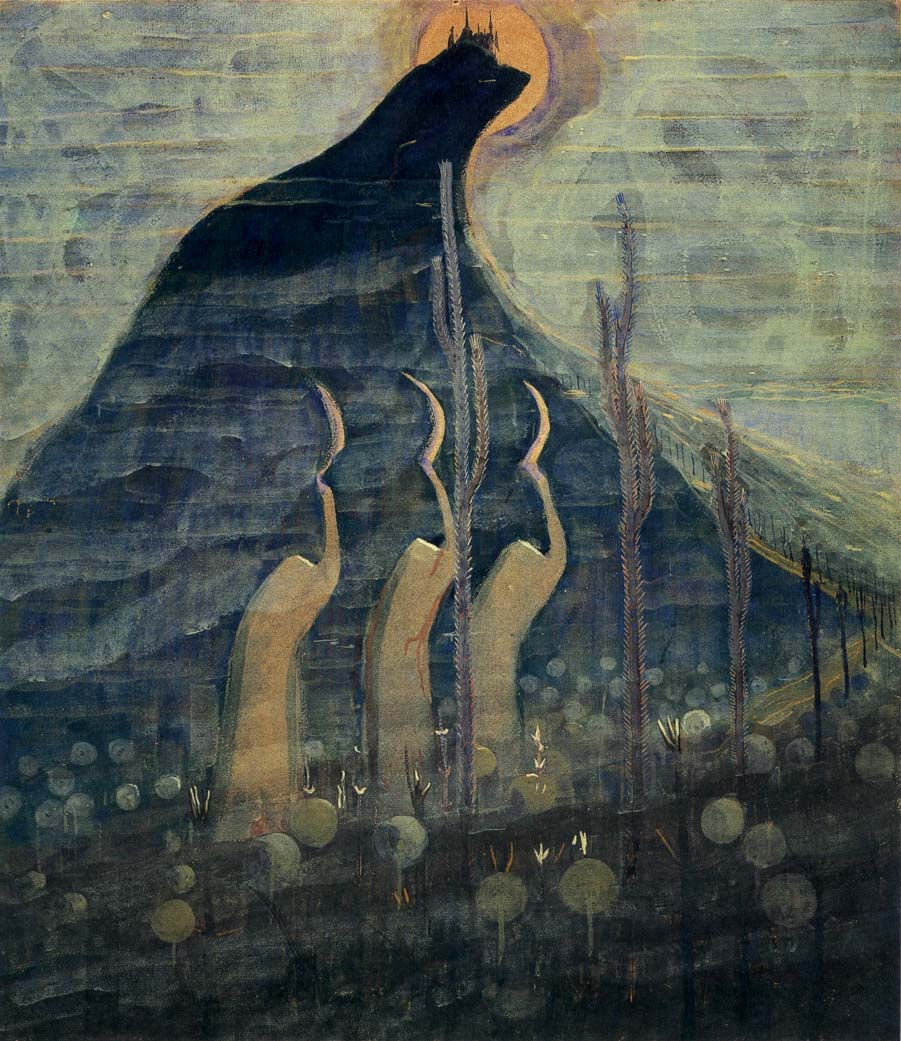
Fairy Tale - I（1907）
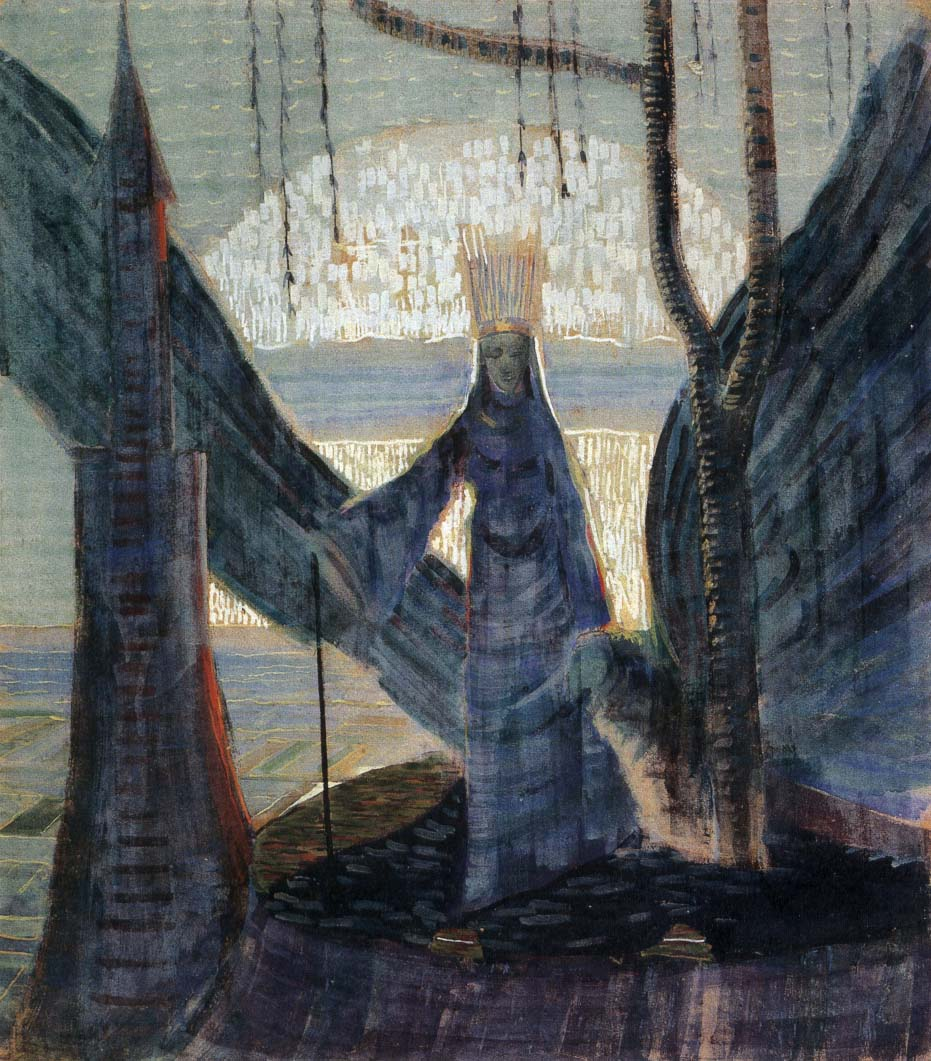
Fairy Tale - III（1907）
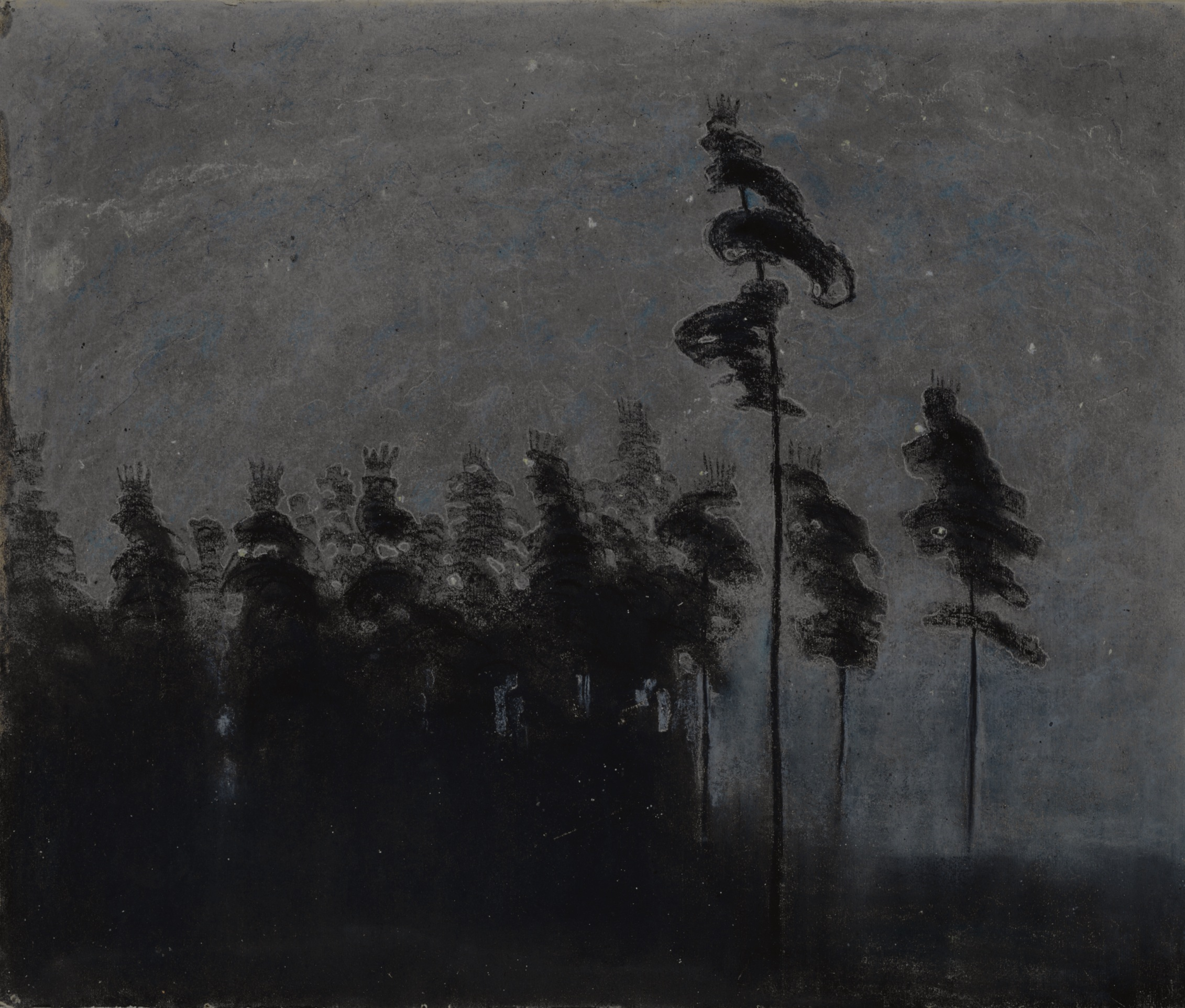
Forest（1907）
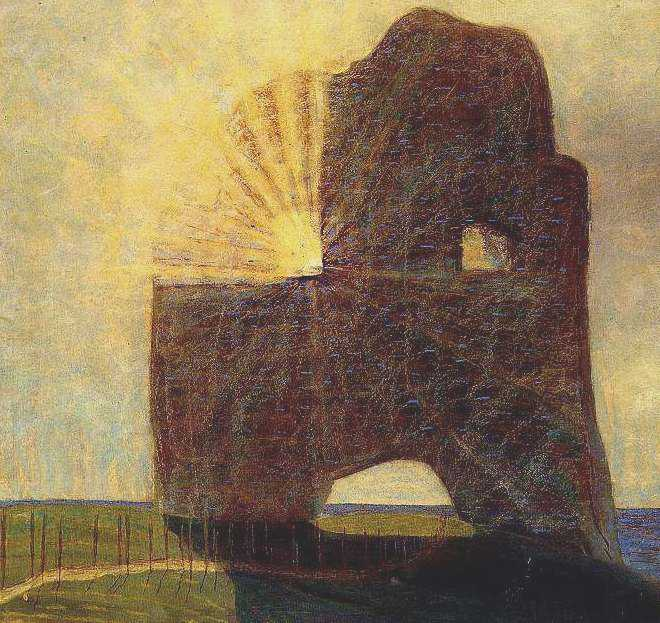
The Past（1907）
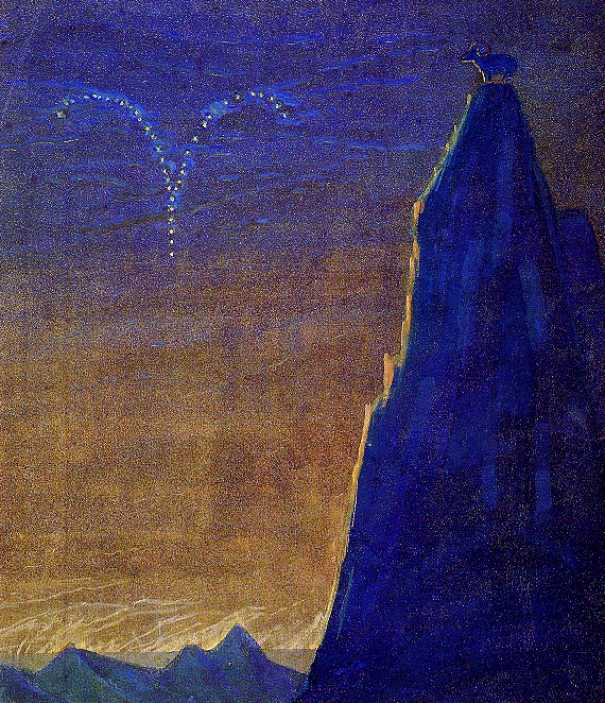
The Zodiac cycle - Aries（1907）
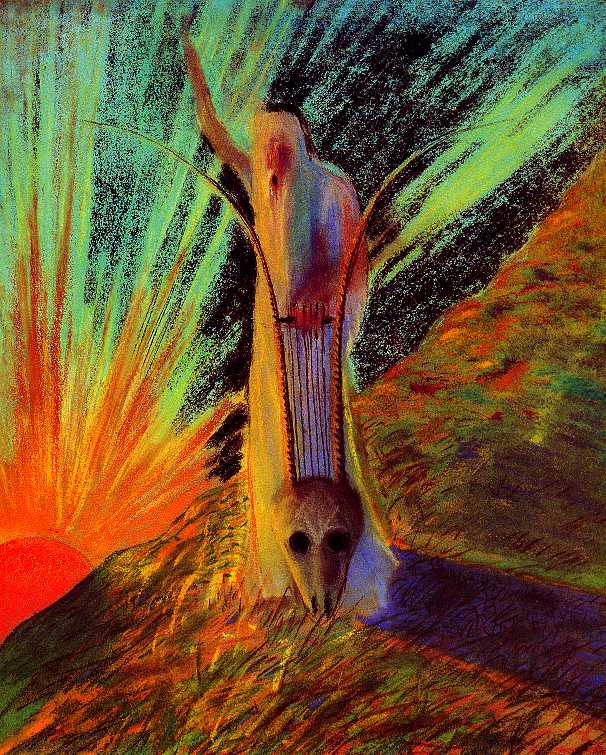
Morning Fantasy（1904）
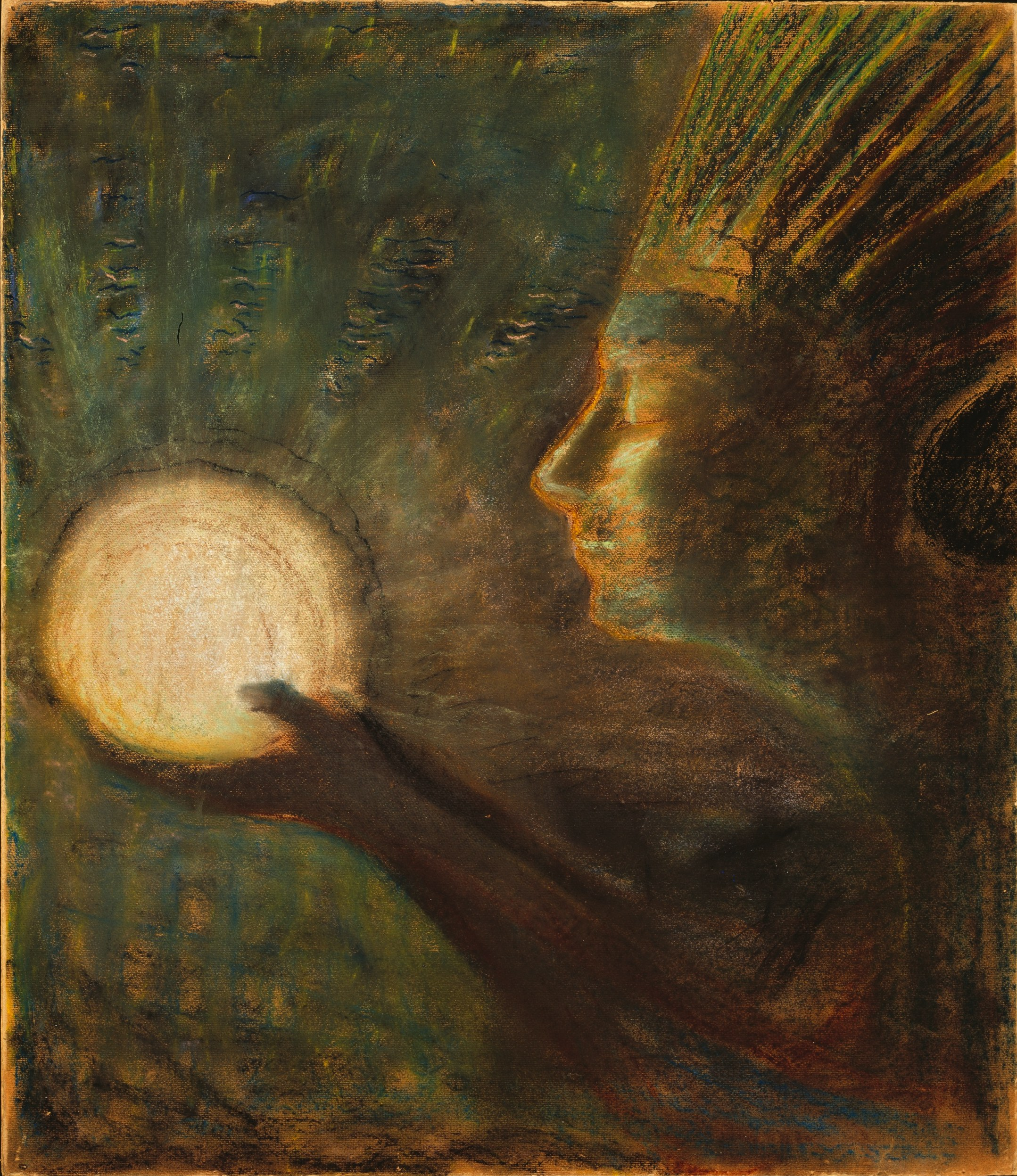
The Gift of Friendship（1906）
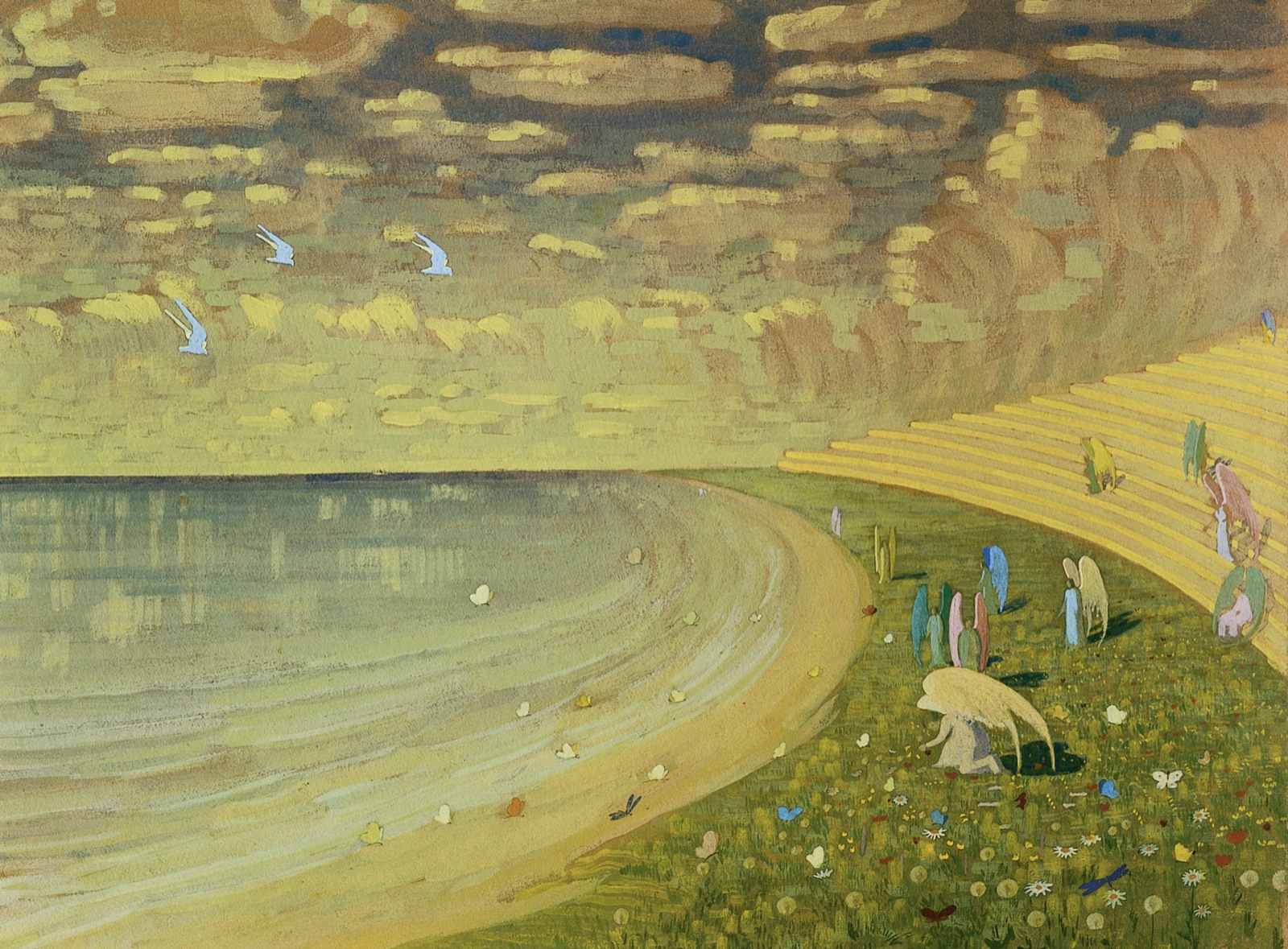
Paradise（1909）
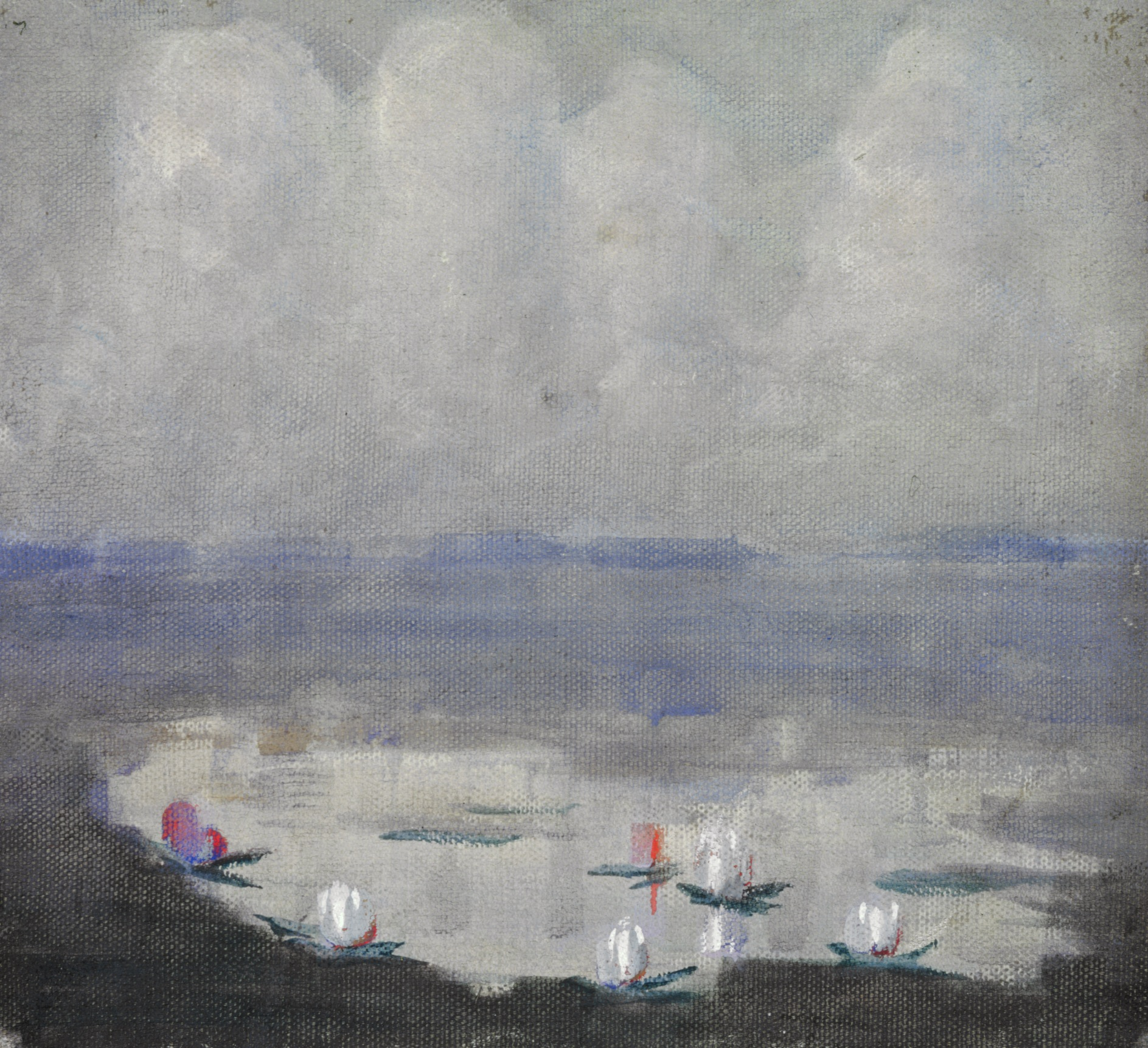
Evening（1907）
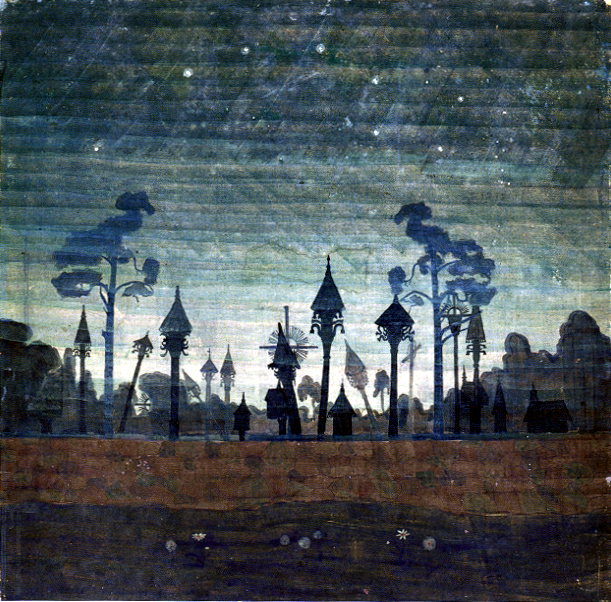
Rural Cemetery（1909）